# ترویوکی کاگاوا
ترویوکی کاگاوا (انگلیسی: Teruyuki Kagawa؛ زادهٔ ۷ دسامبر ۱۹۶۵) هنرپیشهٔ اهل ژاپن است. از فیلم‌ها یا برنامه‌های تلویزیونی که وی در آن نقش داشته است می‌توان به پسران قرن بیستم، توکیو! اشاره کرد. وی دو بار برندهٔ جایزه آکادمی فیلم ژاپن برای بهترین بازیگر نقش مکمل مرد شده است.